# Morag (moshav)
Morag est une ancienne colonie israélienne du Gush Katif, enclavée au sud ouest de la bande de Gaza. Elle fut évacuée en 2005 conformément au plan de désengagement des territoires occupés.
Cette colonie, la plus au sud du Gush Katif, a été établie en 1972 par des pionniers du mouvement de jeunesse Nahal. C'était une base militaire qui est devenue civile en 1983. Morag est devenue une coopérative agricole, dont les résidents vivaient de l'agriculture de légumes et de fleurs. En 2005, environ 200 personnes y habitaient.
Sur les ruines de cette colonie, une ville palestinienne est en construction, elle s'appellera Sheikh Khalifa.